# Carmen de Santistevan y Avilés
Carmen de Santistevan y Avilés   (Daule, 3 de maig de 1810 - Guayaquil, 30 de març de 1904) va ser la primera dama de l'Equador, entre el 16 d'octubre de 1856 i el 31 d'agost de 1859, pel seu matrimoni amb el militar i president Francisco Robles.

## Biografia
Va néixer el 3 de maig de 1810 a la ciutat de Guayaquil, mentre encara era domini d'Espanya. Era filla de Gabriel de Santistevan y Olvera i la seva primera esposa, Francisca de Avilés y Castro, dels qui tenia una única germana anomenada Francisca. Després d'enviduar el seu pare va viatjar a Buenos Aires, on va contraure segones núpcies i va tenir nou fills més, i mai tornaria a l'Equador.

## Matrimoni i descendència
Va conèixer i es va comprometre amb el general Francisco Robles mentre vivia amb la seva germana Francisca, la qual estava casada amb el germà de Francisco, Ciríaco Robles y García. L'enllaç matrimonial va tenir lloc el 5 de novembre de 1835, a la catedral de Guayaquil.
El matrimoni va tenir tres fills, dels quals dos van arribar a la maduresa:
- Francisco Robles y Santistevan (1838-1841). Mort prematurament.
- Ignacio Robles y Santistevan (1839-1915). Casat amb Rafaela de Buenaventura i Macías.
- Dolores Robles y Santistevan (1841-1904). Casada amb José Serafín Baquerizo Vera.

El seu fill Ignacio es va convertir en capità de corbeta, cap civil i militar de Guayaquil (1895), ministre de Relacions Exteriors d'Eloy Alfaro (1895-1896), governador del Guayas (1896-1898), entre altres càrrecs. El matrimoni de la seva filla Dolores es va realitzar el 26 de setembre de 1856 en els salons del Palau de Carondelet.

### Darrers anys
El general Francisco Robles era conegut per ser faldiller, prova d'això va ser la llarga relació que va tenir amb Manuela Avilés, una parent llunyana de Santiestevan, amb qui tindria quatre fills reconeguts entre el 1852 i 1859: Luis Felipe, Fernando, Victoria i María. Catòlica practicant, Carmen va arribar a defensar al costat d'altres dones de nissagues locals de Guayaquil (entre elles una altra primera dama, Teresa Jado) la causa dels jesuïtes arribats inesperadament a Guayaquil, quan el 1851 van ser expulsats de la República de la Nova Granada.
Santiestevan va morir a la ciutat de Guayaquil el 30 de març de 1904, a l'edat de 93 anys. Va ser sepultada en el Cementiri General, on la família posseïa un mausoleu ricament decorat amb escultures.